# John Motley Morehead

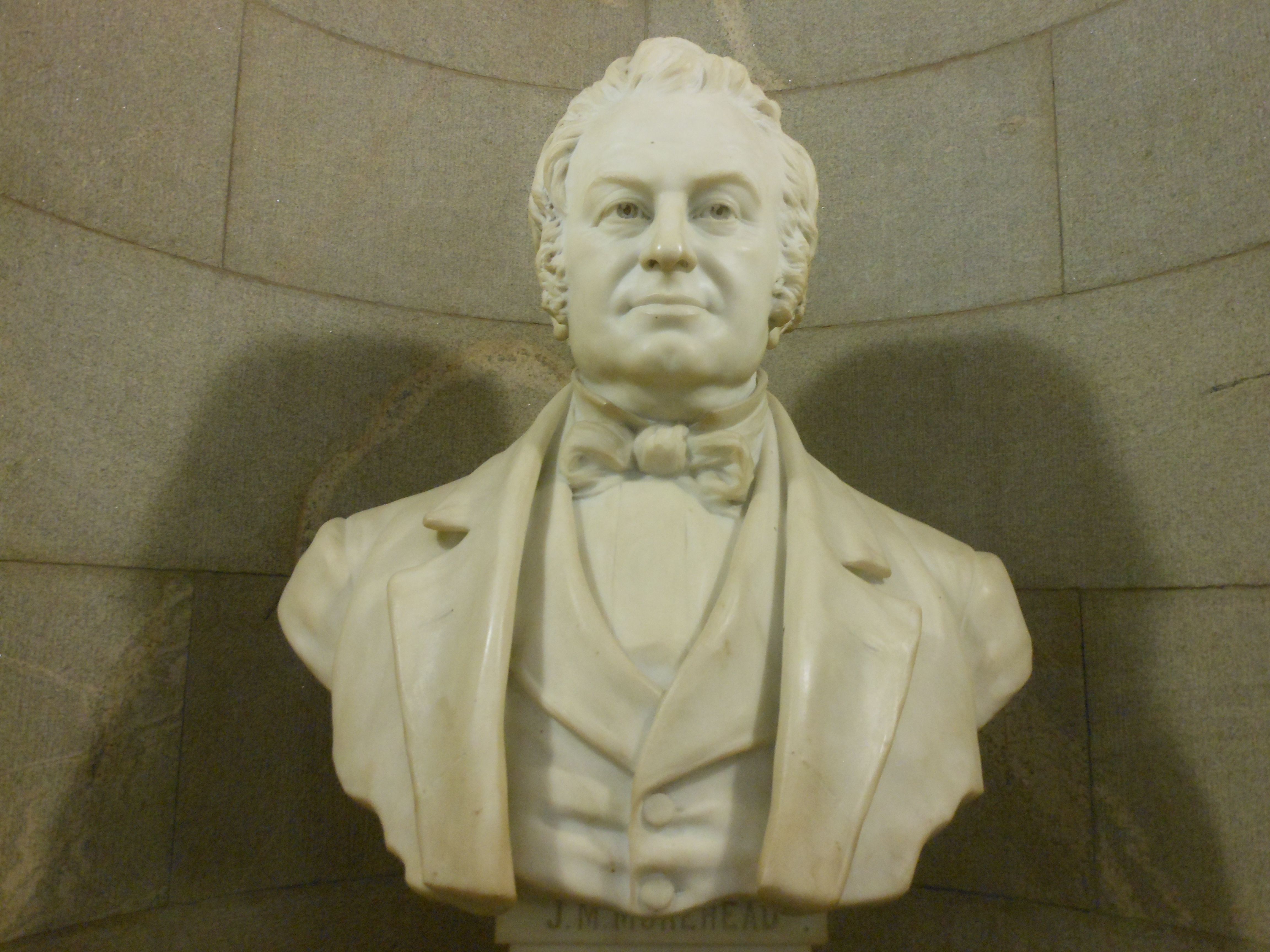
John Motley Morehead

John Motley Morehead (* 4. Juli 1796 im Pittsylvania County, Virginia; † 27. August 1866 in Greensboro, North Carolina) war ein US-amerikanischer Politiker und 29. Gouverneur von North Carolina.

## Frühe Jahre und politischer Aufstieg
Bereits im Alter von zwei Jahren kam der junge John Morehead mit seiner Familie in das Rockingham County in North Carolina. Er besuchte die University of North Carolina, wo er 1817 seinen Abschluss machte. Anschließend studierte er Jura und ließ sich in Wentworth als Anwalt nieder. Seine politische Laufbahn begann 1821 mit seiner Wahl in das Abgeordnetenhaus seines Heimatstaates, wo er zunächst bis 1822 verblieb. Von 1826 bis 1828 war er erneut Mitglied dieses Gremiums. 1835 war er Mitglied einer Kommission, die die Verfassung von North Carolina überarbeitete. Für die 1840 anstehenden Gouverneurswahlen wurde er von der Whig Partei zu deren Spitzenkandidat nominiert.

## Gouverneur von North Carolina
Morehead gewann die Wahlen und lag damit in einem US-weiten Trend, der die Whig Partei im Aufwind sah. Im gleichen Jahr gewann seine Partei mit William H. Harrison die amerikanischen Präsidentschaftswahlen. Im Jahr 1842 wurde er in seinem Amt bestätigt. Seine Amtszeit begann am 1. Januar 1841 und endete vier Jahre später am 1. Januar 1845. In dieser Zeit setzte er sich sehr für den Ausbau der Infrastruktur in seinem Land ein. So wurde der weitere Ausbau des Eisenbahnnetzes vorangetrieben. Die Binnenschifffahrt wurde durch den Ausbau der Wasserstraßen und Häfen gefördert. Außerdem wurde in North Carolina eine Behindertenanstalt gegründet. Gleichzeitig förderte der Gouverneur auch noch die Bildungspolitik. Für seine Verdienste um den erwähnten Ausbau der Eisenbahnen wurde er zum Präsidenten der North Carolina Railroad Gesellschaft ernannt.

## Weitere Karriere
Auch nach dem Ausscheiden aus dem Amt des Gouverneurs blieb Morehead politisch aktiv. Im Jahr 1848 war er Vorsitzender des Nationalen Parteikonvents der Whigs, auf dem Zachary Taylor zu deren Präsidentschaftskandidaten bestimmt wurde. Von 1858 bis 1859 war er nochmals im Abgeordnetenhaus von North Carolina und von 1860 bis 1861 war er im Senat dieses Staates. Mit Sorge beobachtete er die Entwicklung des nationalen Gegensatzes zwischen dem Norden und dem Süden. 1861 gehörte er zu einer Kommission, die in einer Friedenskonferenz den drohenden Bürgerkrieg in letzter Minute verhindern wollte. Nach dem Scheitern dieses Versuchs und dem Austritt North Carolinas aus der Union war Morehead von 1861 bis 1862 im provisorischen Kongress der Konföderation. Danach zog er sich aus der Politik zurück. Er erlebte noch den Bürgerkrieg und dessen Ende, starb aber schließlich im Jahr 1866. Er war mit Ann Eliza Lindsay verheiratet, mit der er acht Kinder hatte. Eine Tochter, Mary Corinna Morehead, war mit William Waightstill Avery (1816–1864) verheiratet. John Morehead war der Bruder des Kongressabgeordneten James Morehead.
Sein Sohn James Turner Morehead (1840–1908) war Unternehmer und zusammen mit seinem Sohn John Motley Morehead III Gründer von Union Carbide.